# Pierre van Maldere
Pieter (Pierre) van Maldere (Brussel·les, 16 d'octubre de 1729 – Brussel·les, 1 de novembre de 1768) va ser un violinista i compositor dels Països Baixos austríacs, actualment a Bèlgica.
Probablement fou alumne de Jean-Joseph Fiocco, en aquell temps director de la capella reial. Entrà a la cort del príncep Carles Alexandre de Lorena el 1749. Passà els anys de 1751 a 1753 a Dublín en qualitat de director dels Philarmonick Concerts, per a posteriorment tocar en el Concert Spirituel de París l'agost de 1754. Més tard, acompanyà el príncep en els seus nombrosos viatges a Viena, on feu representar llurs dues primeres òperes còmiques: Le Déguisement pastoral (1756) i Les Amours champêtres (1758).
En tornar a Brussel·les, compongué algunes òperes i més de 40 simfonies, obertures i sonates. El 1758, va ser promogut al càrrec de valet de chambre del príncep, per esdevenir posteriorment codirector del Théâtre de la Monnaie, entre 1763 i 1767.

## Obres principals
- 1756 Le Déguisement pastoral
- 1758 Les amours champêtres
- 1763 La Bagarre
- 1766 Le Médecin de l'amour
- 1766 Le Soldat par amour